# Insúbria

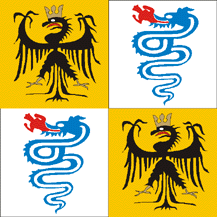
Bandera d'Insúbria

Insúbria és el nom donat modernament a la Llombardia Occidental. El seu nom deriva del poble gal dels ínsubres. La seva bandera fou presentada el 4 de juny del 2000 a Pontida (Padània) i dos quarters presenten l'àguila imperial del Sacre Imperi Romanogermànic del qual formà part l'estat milanès, part essencial d'Insúbria; els altres dos quarters mostren l'emblema dels Visconti, senyors medievals del Milanesat, amb el "biscione" cèltic.